# Myrmecina
Myrmecina é um gênero de insetos, pertencente a família Formicidae.